# Абу Муслим ат-Туркмани
Абу́ Му́слим ат-Туркмани́ (араб. أبو مسلم التركماني‎), при рождении Фа́дыль А́хмад Абдалла́ аль-Хияли́ (араб. فاضل أحمد عبد الله الحيالي ‎; 1959 — 18 августа 2015) — один из лидеров террористической организации Исламское государство, этнический туркоман из Ирака.

## Биография
Родился в Талль-Афаре. Служил в иракской армии в элитном спецназе — Специальной Республиканской гвардии Ирака во времена Саддама Хусейна. Согласно документам, найденным в Ираке, был подполковником разведки Ирака.
После американского вторжения, ат-Туркмани был уволен из армии и был посажен в тюрьму Кэмп-Букка, где содержались многие другие офицеры хусейновской армии, затем ставшие боевиками ИГ. После освобождения из тюрьмы, ат-Туркмани присоединился к ИГ и стал руководителем и заместителем аль-Багдади в Ираке. Был одним из «теневых лидеров» ИГ, назначая и смещая губернаторов в вилаятах Исламского государства. Убит в результате удара американского беспилотника в окрестностях Мосула.